# San Juan de la Costa
San Juan de la Costa is een gemeente in de Chileense provincie Osorno in de regio Los Lagos. San Juan de la Costa telde 7.512 inwoners in 2017.

## Foto's

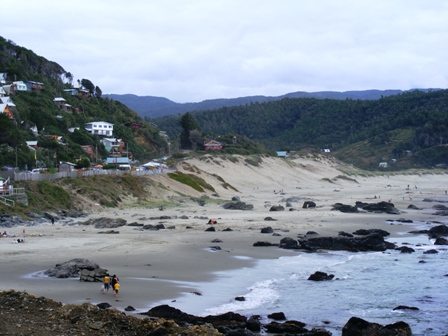
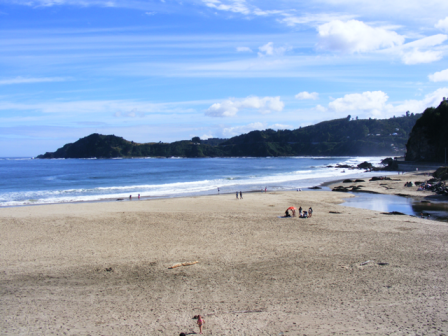

- Library of Congress Control Number: no2002055626
- Nationale Bibliotheek van Israël: 987007471771105171
- Virtual International Authority File: 136377323